# Nathalie
Pour les articles homonymes, voir Nathalie (homonymie).
Ne doit pas être confondu avec Mataly ou Nataly.
Nathalie est un prénom féminin d'origine latine.

## Sens et signification
De natalis dies signifiant « le jour de la naissance », en référence à celle du Christ . Natalia est en fait un doublet de Noëlle.
Le prénom « Natalie » est très porté en Russie, si bien que son diminutif russe « Natacha » est devenu populaire en France (ou Natasha dans d'autres pays).
Les Natalie sont fêtées le 9 et le 27 juillet
Les Nathalie sont fêtées le 27 juillet.
Nathalie peut être aussi un patronyme.

## Variantes linguistiques
- Natalie (anglais, allemand, français, néerlandais, suédois, latin, corse, vietnamien, indonésien, hongrois, norvégien, roumain, danois, luxembourgeois, hawaïen, irlandais, islandais, slovaque, slovène)
- Nathalie (français, anglais, néerlandais, allemand, danois, norvégien, suédois)
- Natasha (russe, anglais, français, néerlandais, corse, roumain, danois, suédois, allemand, latin, tchèque, polonais, letton, catalan, portugais et dans d'autres langues)
- Natasja (danois, néerlandais)
- Natalia (polonais, italien, espagnol, roumain, anglais, français, allemand, néerlandais, danois, norvégien, suédois, grec, russe, ukrainien, bulgare, romain tardif, corse, occitan, indonésien, espéranto, afrikaans, basque, bosniaque, cebuano, créole haitien, latin, estonien, finnois, frison, galicien, gallois, haoussa, hawaien, hmong, hongrois, igbo, indonésien, irlandais, islandais, javanais, kurde, lingala, luxembourgeois, malaisien, malgache, maori et d'autres langues : ouigour, etc.
- Natalaidh : (gaélique)
- Natalina (italien, portugais, français)
- Natacha (français, portugais)
- Nataliya (russe, ukrainien, bulgare)
- Natalee (anglais)
- Natille (anglais)
- Natalija (serbe, croate, slovène, macédonien, lituanien)
- Natalka (polonais, ukrainien)
- Natisha (afro-américain)
- Natallia (biélorusse)
- Natália (portugais)
- Nataša (serbe, croate, slovène, macédonien, tchèque, slovaque)
- Natascha (allemand)
- Natascia (italien)
- Νατάσα (grec)
- Natasza (polonais)
- Natalis (latin)

### Diminutifs
- Nat (anglais, français, allemand, danois, suédois, latin, roumain, hongrois, portugais, italien, espagnol, russe, corse, finnois, islandais, néerlandais, norvégien, grec, polonais, letton, basque, maltais, créole haitien et dans d'autres langues)
- Natty (anglais, français, latin, polonais, corse, islandais, suédois, norvégien, italien, roumain, catalan, portugais, japonais, tchèque, ukrainien, hongrois, croate, espéranto et aussi dans d'autres langues)
- Naty (tchèque)
- Nattie (anglais, français, polonais, danois, suédois, roumain, néerlandais, tchèque, slovène, hongrois, latin, croate, allemand, portugais, letton, lingala, igbo, maltais, estonien, basque, finnois, grec, italien, cingalais, ukrainien et dans d'autres langues)
- Natie (néerlandais)

### Formes masculines
- Natale (italien, corse, français)
- Natalio (provençal)
- Natal (anglais, français, créole haïtien, espagnol, philippin, allemand, igbo, suédois, danois, grec, latin, catalan, finnois, roumain, hongrois et dans d'autres langues)
- Νατάλ (grec)
- Natalino (italien, portugais)

## Popularité du prénom
En France, ce prénom a été beaucoup donné dans les années 1960 et 1970. La célèbre chanson de Gilbert Bécaud intitulée Nathalie, datant de 1964, a pu contribuer au succès de ce prénom (maximum d'enfants nommés Nathalie en 1966). Cette vogue avait cependant commencé à se manifester dès le tout début des années 1960.
Depuis 2013, le nombre des filles du prénom compte 54 Nathalie au Québec au Canada.

### Usage
Ce prénom est présent dans les pays comme la Belgique, la  France, les Pays-Bas, la Norvège, la Suisse, la Suède, les États-Unis ou encore la province de Québec au Canada.

## Saintes chrétiennes
Plusieurs saintes chrétiennes portent ce nom Nathalie ou Natalie :
- Natalie ou Nathalie de Nicomédie ou Natacha (vers 304), martyre avec son époux Adrien de Nicomédie ; fêtée localement le 1er décembre ou le 26 août ;
- Nathalie de Cordoue (852), martyre ; fêtée localement le 27 juillet ;
- Sœur Marie de Sainte Natalie (Jeanne Marie Kerguin) (1864 - 1900), martyre en Chine, fêtée le 9 juillet.

## Personnalités portant ce nom ou prénom
- Pour l'ensemble des articles sur les personnes portant ce prénom, consulter :
  - la liste des articles dont le titre commence par ce prénom
  - les listes produites par Wikidata : Liste des personnes de prénom « Nathalie » — même liste en incluant les éventuels prénoms composés qui contiennent « Nathalie ».

### Natalie
- Pour l'ensemble des articles sur les personnes portant ce prénom, consulter :
  - la liste des articles dont le titre commence par ce prénom
  - les listes produites par Wikidata : Liste des personnes de prénom « Nathalie » — même liste en incluant les éventuels prénoms composés qui contiennent « Nathalie ».